# Všehrdy (district de Plzeň-Nord)
Pour les articles homonymes, voir Všehrdy.
Všehrdy (en allemand : Wscheherd) est une commune du district de Plzeň-Nord, dans la région de Plzeň, en République tchèque. Sa population s'élevait à 58 habitants en 2022.

## Géographie
Všehrdy se trouve à 8 km à l'est-sud-est de Kralovice, à 30 km au nord-est de Plzeň et à 63 km à l'ouest-sud-ouest de Prague.
La commune est limitée par Kožlany au nord, par Holovousy à l'est, et par Hlince et Bohy au sud, et par Brodeslavy et Černíkovice à l'ouest.

## Histoire
La première mention écrite de la localité date de 1229.

## Patrimoine

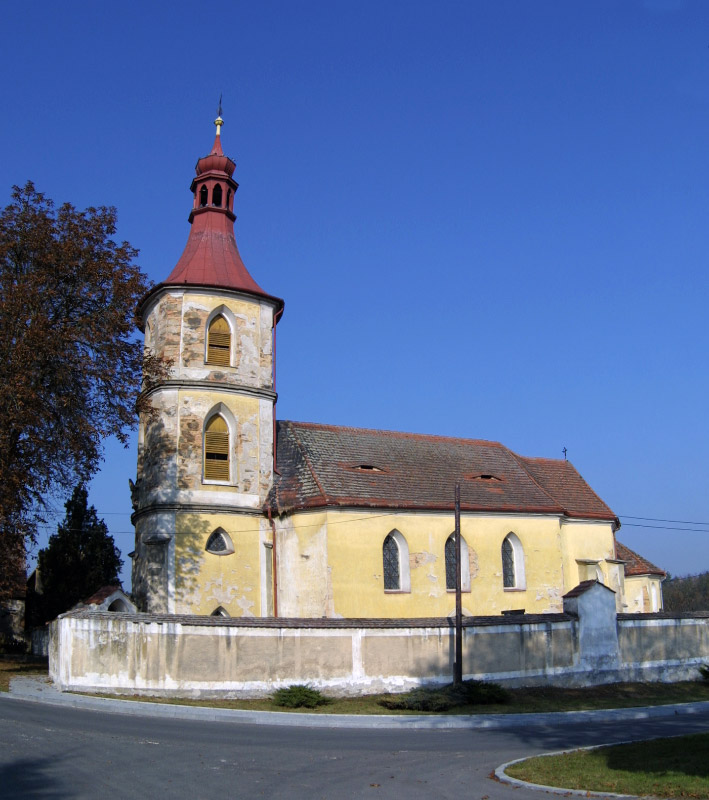
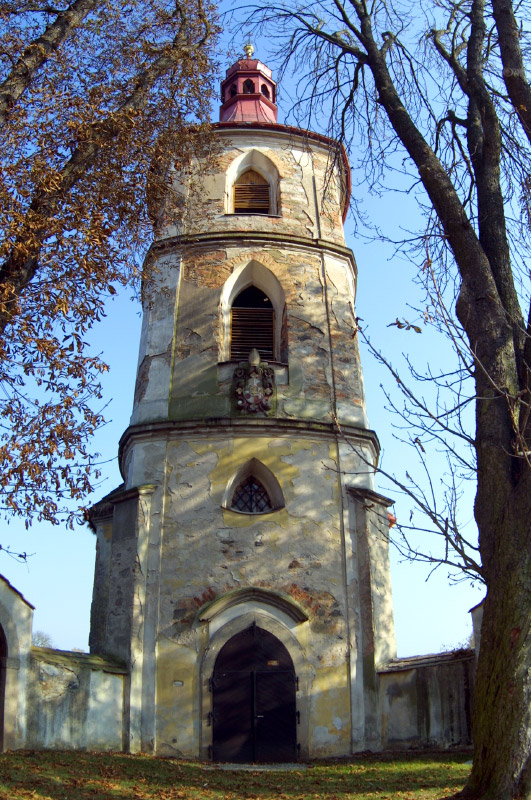

Église Saint-Procope

## Transports
Par la route, Všehrdy se trouve à 8 km de Kralovice, à 37 km de Plzeň et à 83 km de Prague. 